# قرغان‌تپه (شهرستان آق‌سی)
قرغان‌تپه (به لاتین: Korgon-Döbö) یک منطقهٔ مسکونی در قرقیزستان است که در شهرستان آق‌سی واقع شده‌است. قرغان‌تپه ۱٬۳۹۰ نفر جمعیت دارد.